# Lac de la Gruyère
Le lac de la Gruyère (prononcé [gry.jɛʁ] ou [grɥi.jɛʁ]) est un lac artificiel situé sur le cours de la Sarine, dans le canton de Fribourg, en Suisse.

## Situation
Le lac de la Gruyère se trouve dans le canton de Fribourg entre les villes de Bulle et de Fribourg. Avec une longueur de 13,5 km, c'est le plus important lac artificiel de plaine de Suisse.

## Histoire
Le lac de la Gruyère a été formé à la suite de la construction du barrage de Rossens, terminé en 1948.

## Île d'Ogoz
Le lac de la Gruyère possède une île : l'Île d'Ogoz. Elle est située entre Pont-en-Ogoz et Pont-la-Ville où subsistent quelques vestiges antérieurs à la construction du barrage de Rossens dont les ruines de deux châteaux et une chapelle.
Cette île à la particularité d'être accessible à pied depuis la rive gauche par une fine bande de terre émergente lorsque le niveau de l'eau est suffisamment bas (notamment au printemps). Le reste de l'année, elle reste accessible aux bateaux grâce à un embarcadère flottant.

## Sentier du lac de la Gruyère

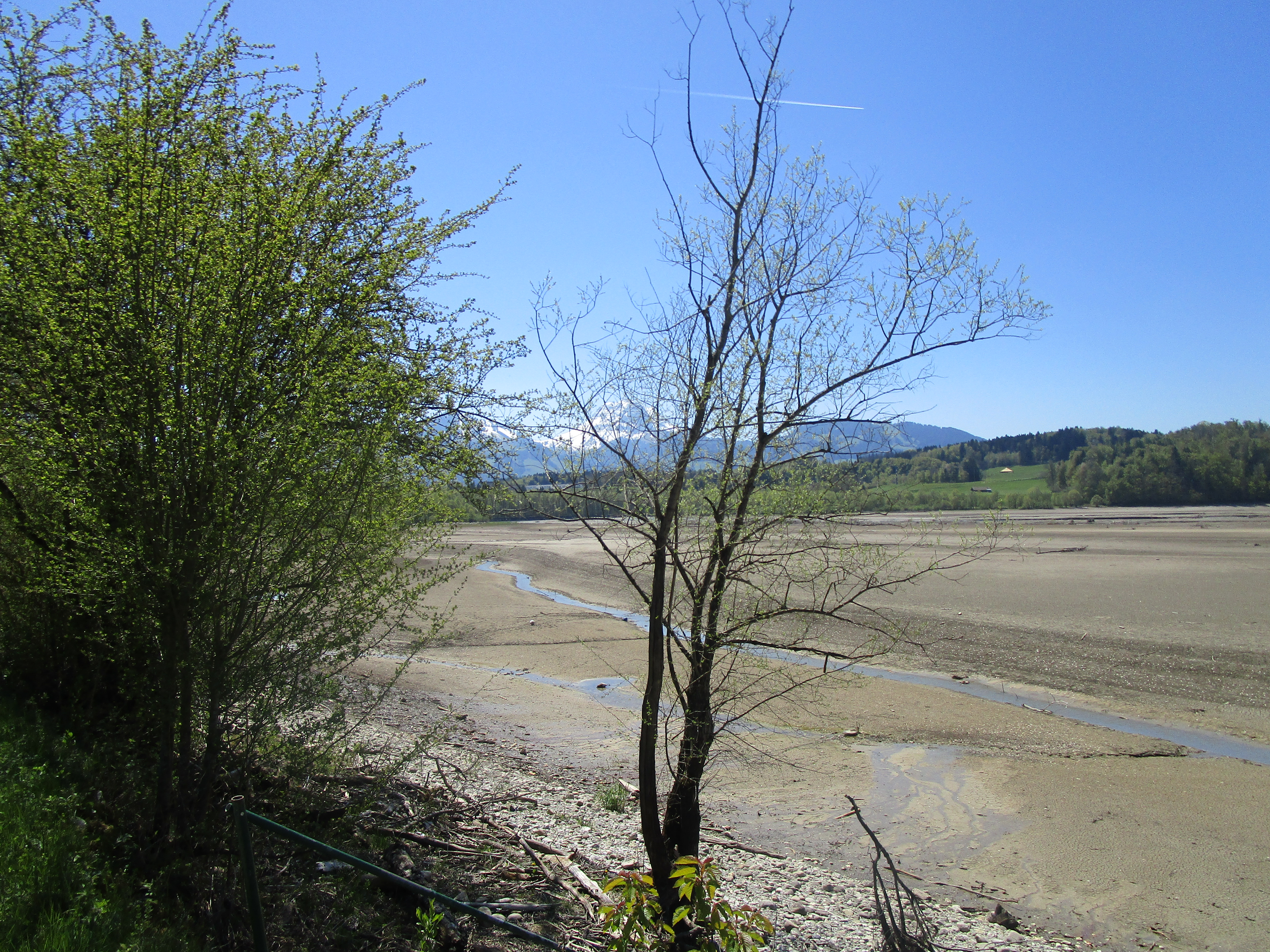
Le lac de la Gruyère au printemps

Le sentier du lac de la Gruyère est un parcours de randonnée pédestre d'environ 50 kilomètres, relativement plat, qui varie à des altitudes comprises entre 675 et 733 mètres. Le trajet peut être subdivisé en plusieurs étapes, dont trois principales, facilement accessible par les transports publics fribourgeois.
- Corbières - Broc - Corbières : 16 kilomètres (temps de marche estimé de 5 heures)
- Corbières – Rossens  ou  Rossens - Corbières : 19,5 kilomètres (temps de marche estimé de 6 heures)
- Corbières – Pont-la-Ville – Rossens  ou  Rossens – Pont-La-Ville - Corbières : 15 kilomètres (temps de marche estimé de 4 heures 30)

Douze communes font partie du sentier du lac de la Gruyère : Botterens, Broc, Corbières, Echarlens, Hauteville, La Roche, Marsens, Morlon, Pont-en-Ogoz, Pont-la-Ville, Rossens, Villarvolard.
Le projet a été initié en 2005 par l'Association du Sentier du Lac de la Gruyère (ASLG), et a vu le lancement des travaux en 2009. Il a fallu cinq ans pour le réaliser, avec un premier tronçon (Corbières - Broc - Corbières) ouvert déjà en 2012. Le sentier a été inauguré le 14 juin 2014 et il a coûté un peu plus de 2 millions de francs. Devisé à 1,3 million de francs, une partie des surcoûts est due à des problèmes techniques liés au tronçon de Bry, où le terrain est très pentu. Outre les communes de l'ASLG, l'association régionale de la Gruyère, le Groupe E, la protection civile, les sociétés de développement de Broc-Morlon-Botterens et du lac de la Gruyère ainsi que des sponsors ont contribué au financement et en heures de travail pour la réalisation du sentier.
En 2012, le sentier a obtenu le 1er prix "Prix Rando" de l'association Suisse Rando.

## Données techniques

### Barrage
- Nom du barrage : Rossens
- Fin des travaux : 1948[8]
- Type : Barrage-voûte[2]
- Longueur : 320 m[8]
- Hauteur : 83 m[8]
- Volume : 255 000 m3[8]

### Lac
- Volume : 200 millions de m3[2]
- Superficie maximale : 10 km2[2]
- Longueur : 13,5 km[9]
- Périmètre : 43 km
- Capacité : 930 m3/s
- Gestion : Groupe E

## Galerie de photos

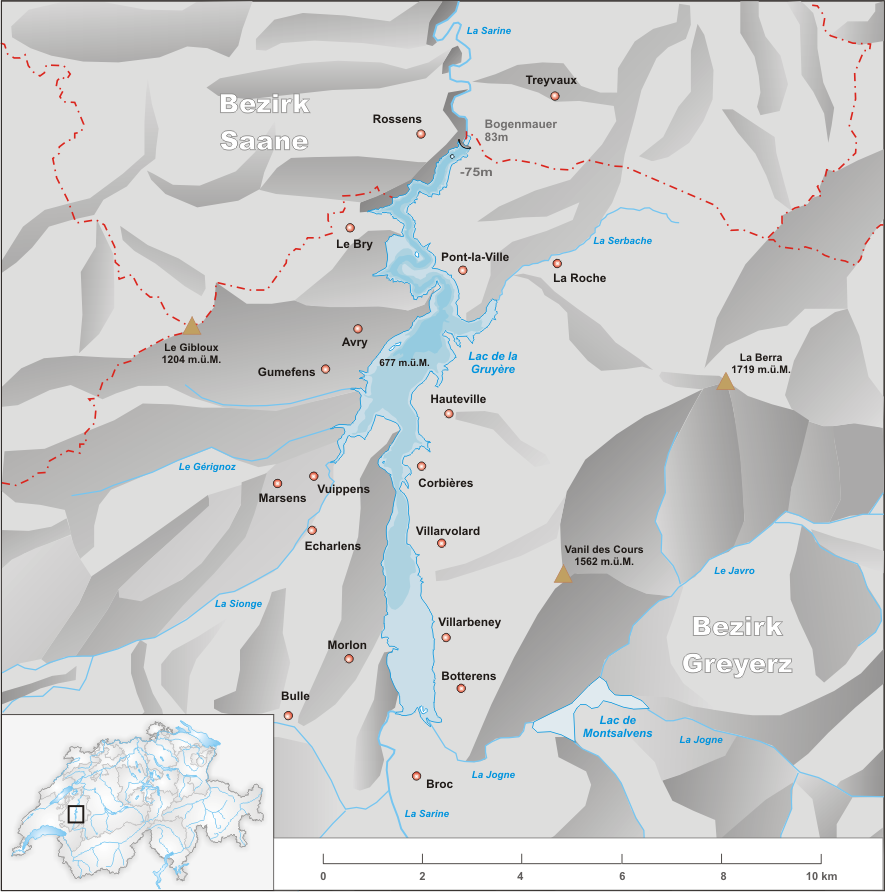
Carte du lac.
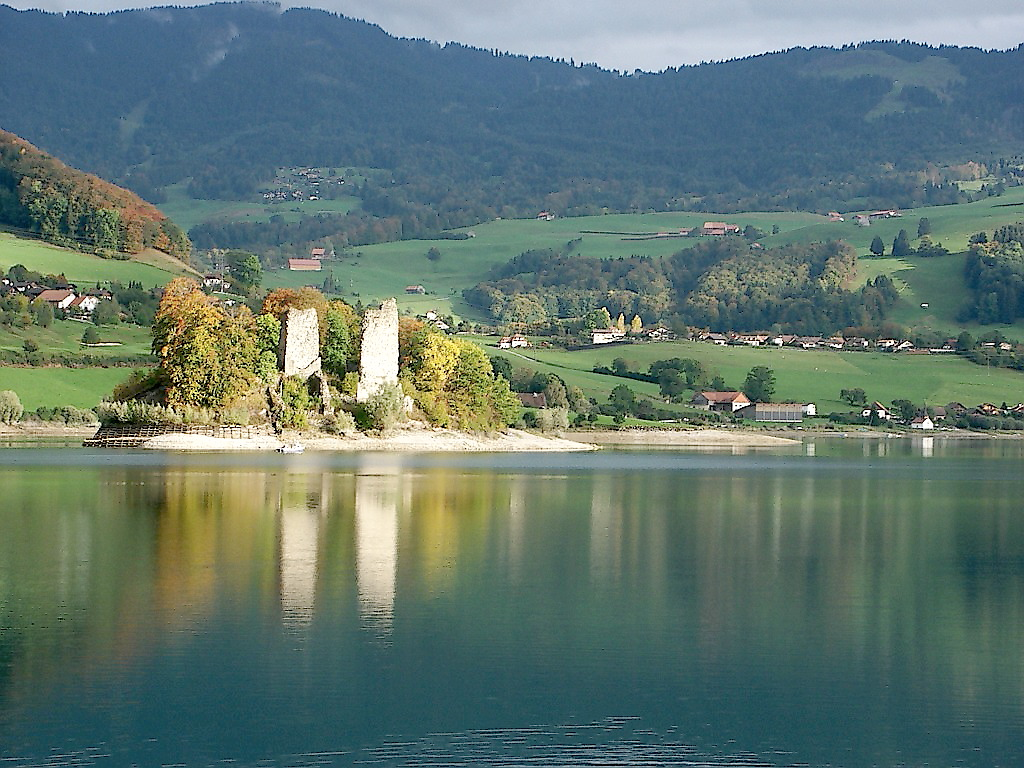
Le lac de la Gruyère.
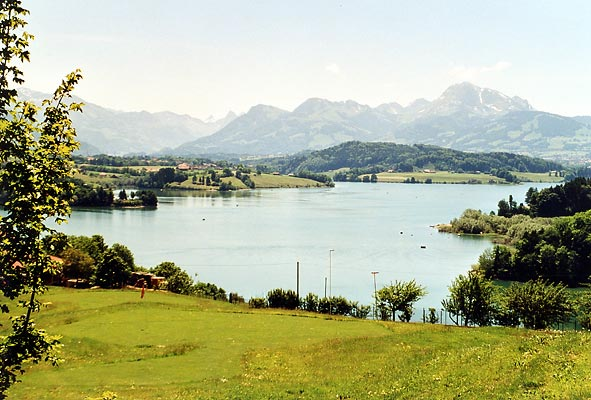
Vue depuis le golf de la Gruyère.
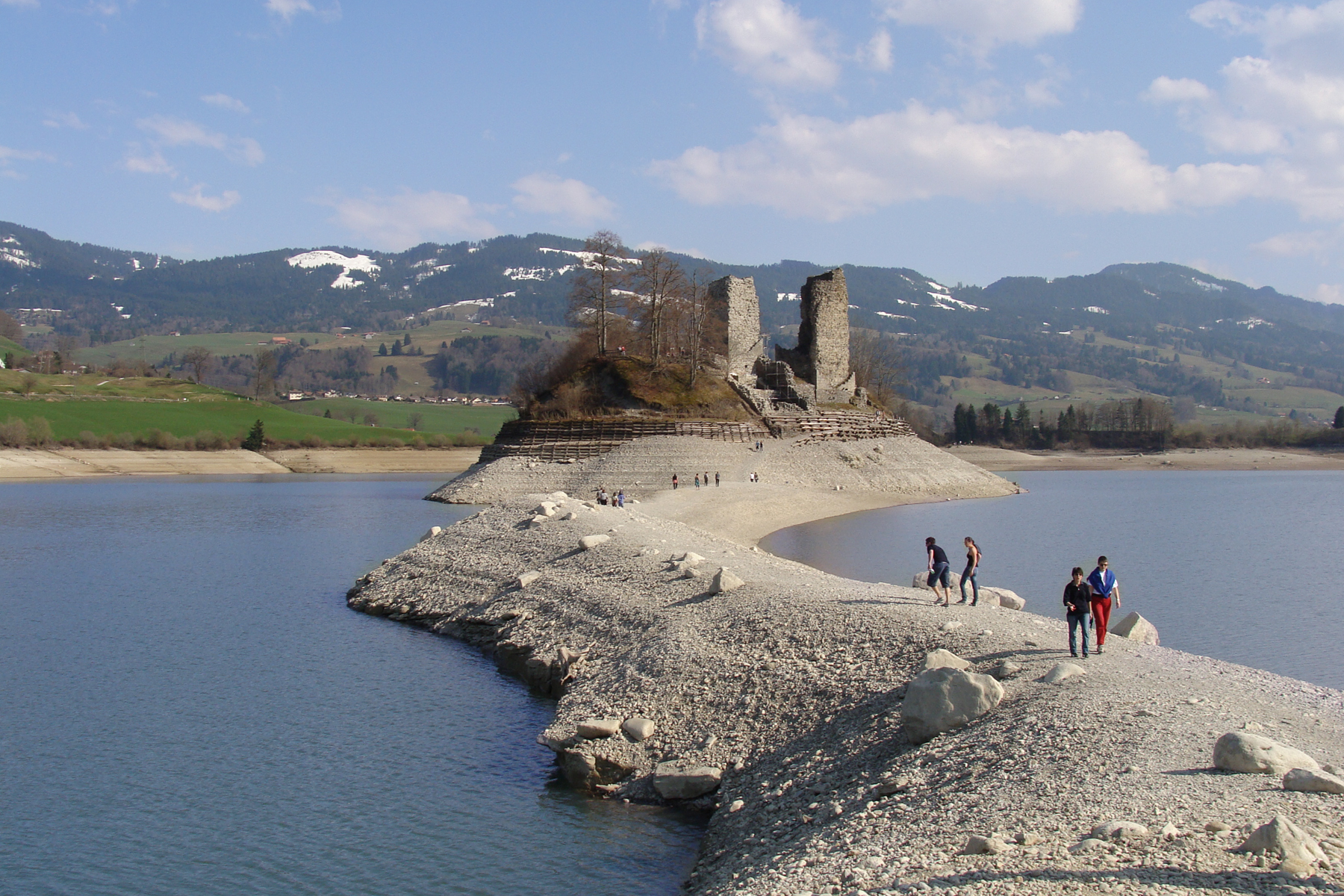
L'Île d'Ogoz au printemps.
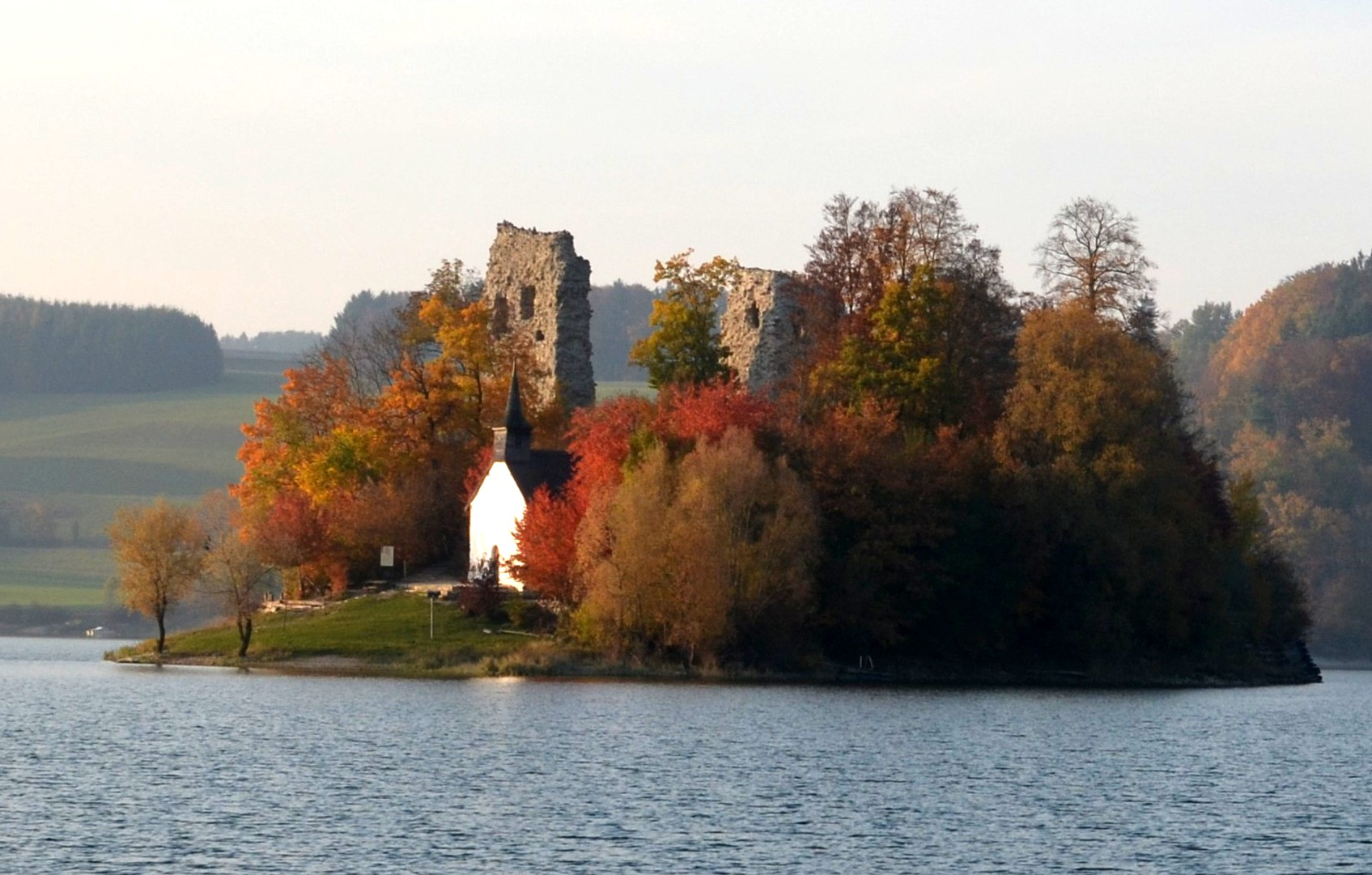
L'Île d'Ogoz en automne 2011.
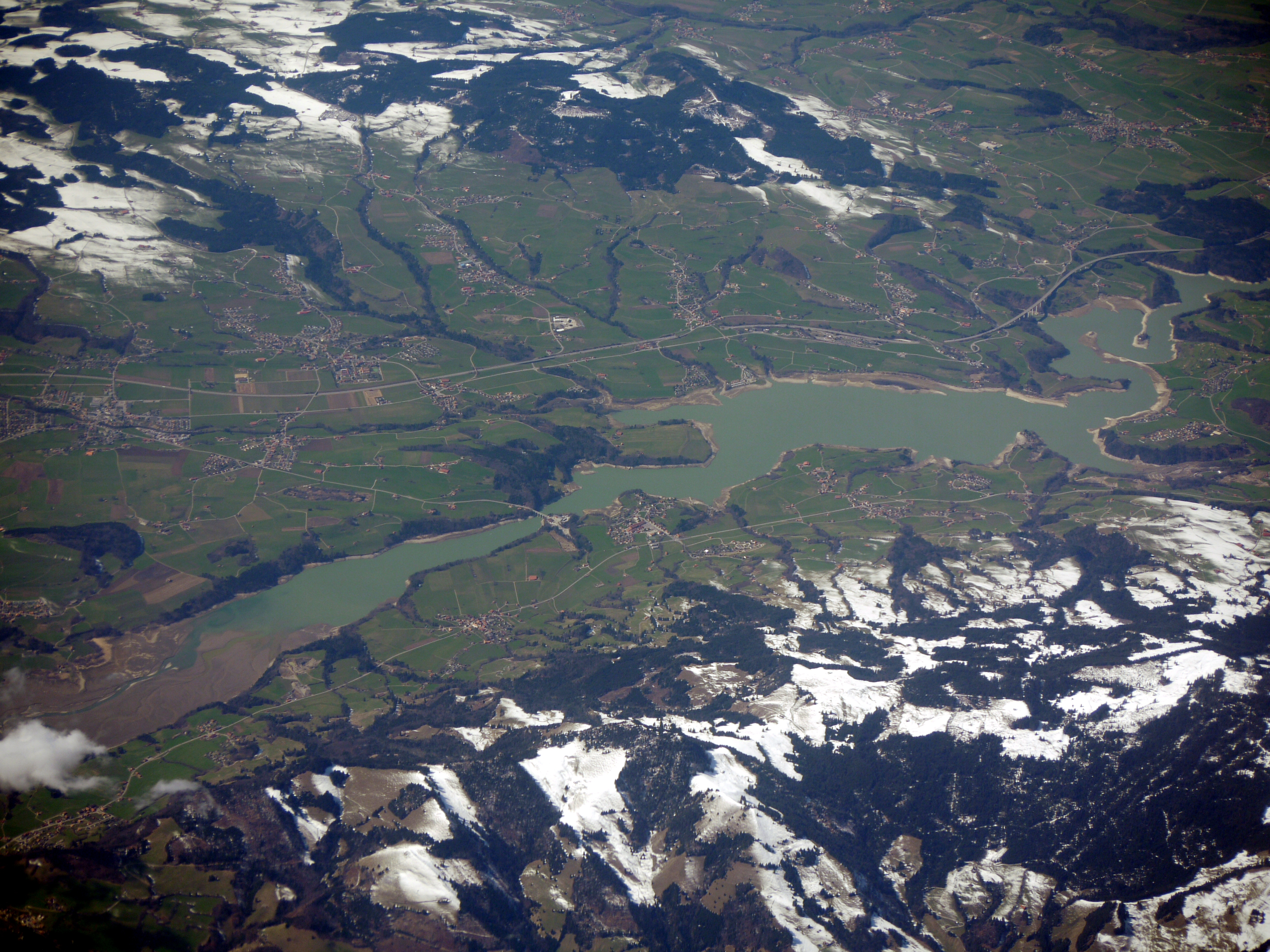
Vue aérienne du lac de la Gruyère en avril 2010.